# 宮島保
宮島保（みやじまほ）とは、越中国砺波郡西部小矢部川の支流である子撫川一帯（現在の富山県小矢部市北西部一帯）に存在した荘園。宮嶋保とも。

## 概要
「宮島」の地名については、延喜式内社比賣神社が鎮座することに由来するのではないかと考えられている。
『吾妻鏡』延応元年7月25日条によると宮島保は九条家領であったが、東福寺に寄進するために相伝されたもので、最終的には国衙領に返還されて将軍もこれを認めた。また新潟県小千谷市魚沼神社所蔵の至徳4年正月12日付「大般若経奥書」 に 「二秩旦那宮嶋住人右馬次郎」 とある宮嶋も、宮嶋保を指すとみられる。
天文6年（1537年）7月、越中守護畠山被官の下長氏が宮島保への入部を本願寺に求めたとの記録が『天文日記』に残っている。しかし、本願寺は「何にても申下し候儀これなし」と断ったという。これが荘園としての宮島保に関する最後の記録で、これ以後守護勢力と一向一揆の係争地となって荘園としての実態を失ったようである。なお、天文10年（1541年）付「方便法身尊像裏書」に「利波郡宮嶋保加□谷村（現在の小矢部市加例谷）」との記載があり、宮島保へも一向一揆勢力が浸透していたことが窺える。
江戸時代に入ると越中国は加賀藩領となり、中世の宮島保を中心とする一帯は宮島郷と呼ばれた。宮島郷に属する諸村は明治維新後に富山県西砺波郡の宮島村・南谷村・子撫村・石動町などに分かれたが、現在はいずれも富山県小矢部市に属している。